# Thesium saxatile
Thesium saxatile là một loài thực vật có hoa trong họ Santalaceae. Loài này được Turcz. ex A. DC. miêu tả khoa học đầu tiên.